# Kriminalpolizei
Kriminalpolizei (hrv. kriminalistička policija), kolokvijalno, Kripo, naziv je ogranka policijskih snaga Njemačke, Austrije i dijela Švicarske koji se bavi progonom kao i prevencijom kaznenih djela.
U nacističkoj Njemačkoj Kripo je bio odjel kriminalističke policije za čitav Treći Reich. Danas u Saveznoj Republici Njemačkoj većinu istraga provodi državna policija (Landespolizei).